# 路易斯·埃切维里亚
路易斯·埃切维里亚·阿尔瓦雷斯（西班牙語：Luis Echeverría Álvarez；西班牙語發音：[lwis etʃeβeˈri.a ˈalβaɾes]，1922年1月17日—2022年7月8日），墨西哥政治人物。

## 生平
路易斯·埃切维里亚出生于墨西哥城。
1947年，就职于墨西哥国立自治大学。1968年，在特拉特洛尔科事件期间担任内政部长。
1970年12月至1976年11月，担任第50任墨西哥总统。
2006年，路易斯·埃切维里亚因种族灭绝罪的罪名而遭到逮捕。2009年5月，在一场漫长而复杂的上诉后，对埃切维利亚的屠杀指控被撤销。